# Монтеаван
Монтеаван (арм. Մոնթեավան) — село в Армавирской области Армении. Основано в 1950-х годах как фабрика. До 5 декабря 2021 года был назван Шаумянская птицефабрика .

## География
Село расположено в северо-восточной части марза, к востоку от реки Касах и автодороги , на расстоянии 29 километров к северо-востоку от города Армавир, административного центра области. Абсолютная высота — 950 метров над уровнем моря.
Климат
Климат характеризуется как семиаридный (BSk в классификации климатов Кёппена). Среднегодовая температура воздуха составляет 11,8 °C. Средняя температура самого холодного месяца (января) составляет −3,1 °С, самого жаркого месяца (июля) — 24,9 °С. Расчётная многолетняя норма атмосферных осадков — 313 мм. Наибольшее количество осадков выпадает в мае (54 мм).

## Население
| Год переписи | Население          | Население          | Население          | Население            | Население            | Население            |
| Год переписи | Наличное население | Наличное население | Наличное население | Постоянное население | Постоянное население | Постоянное население |
| Год переписи | Всего              | Мужчины            | Женщины            | Всего                | Мужчины              | Женщины              |
| ------------ | ------------------ | ------------------ | ------------------ | -------------------- | -------------------- | -------------------- |
| 2001         | 929                | 450                | 479                | 951                  | 462                  | 489                  |
| 2011         | 936                | 442                | 494                | 946                  | 451                  | 495                  |

| Год  | Численность | Численность |
| ---- | ----------- | ----------- |
| 1959 | 246         | [ 8 ]       |
| 1970 | 581         | [ 8 ]       |
| 1979 | 676         | [ 8 ]       |
| 2001 | 951         | [ 8 ]       |
| 2004 | 1175        | [ 8 ]       |
| 2011 | 946         |             |